# Grinkenschmied (Köln)

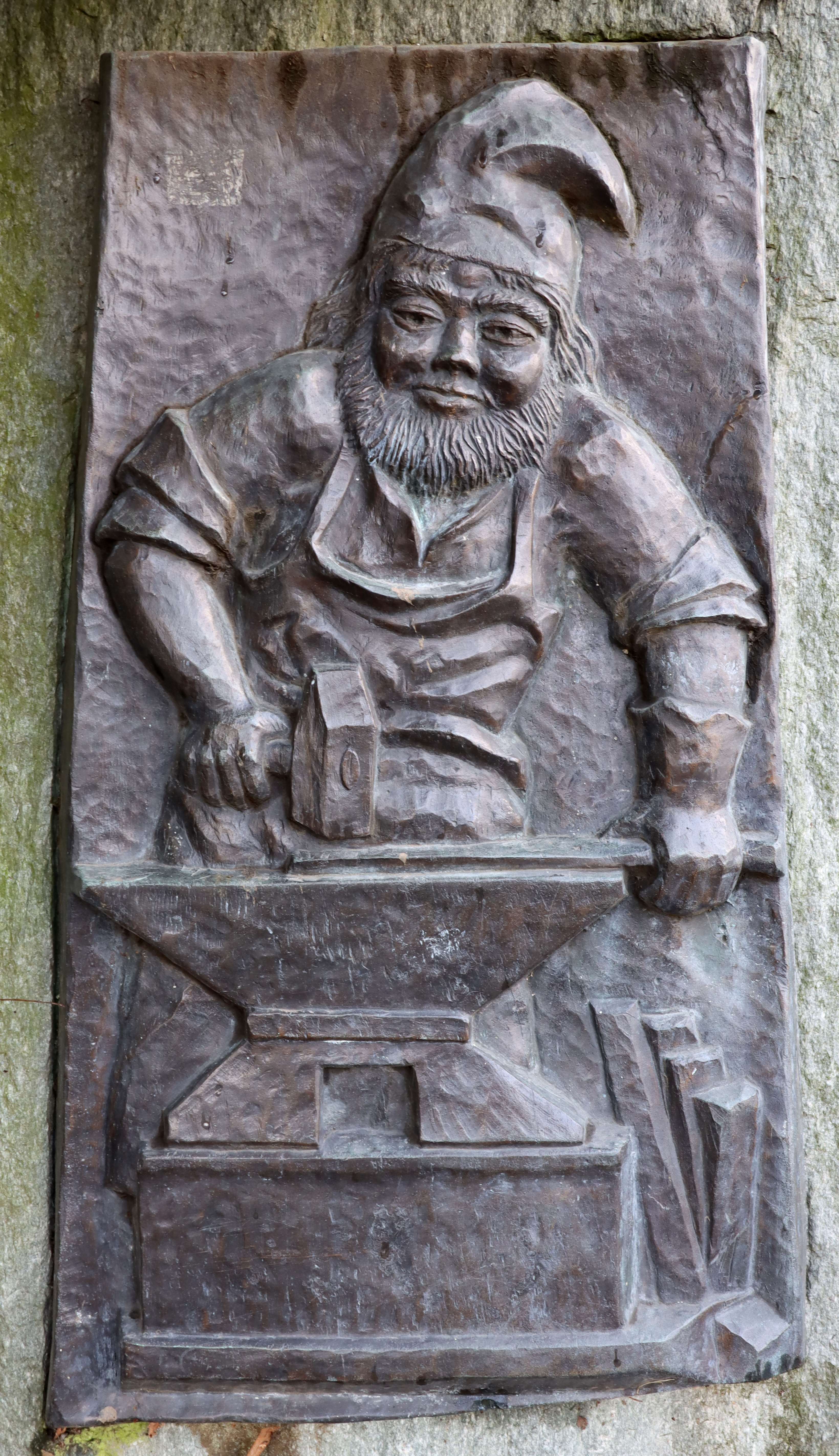
Darstellung des Grinkenschmieds auf dem Denkmal am Wupperplatz in Köln-Höhenhaus

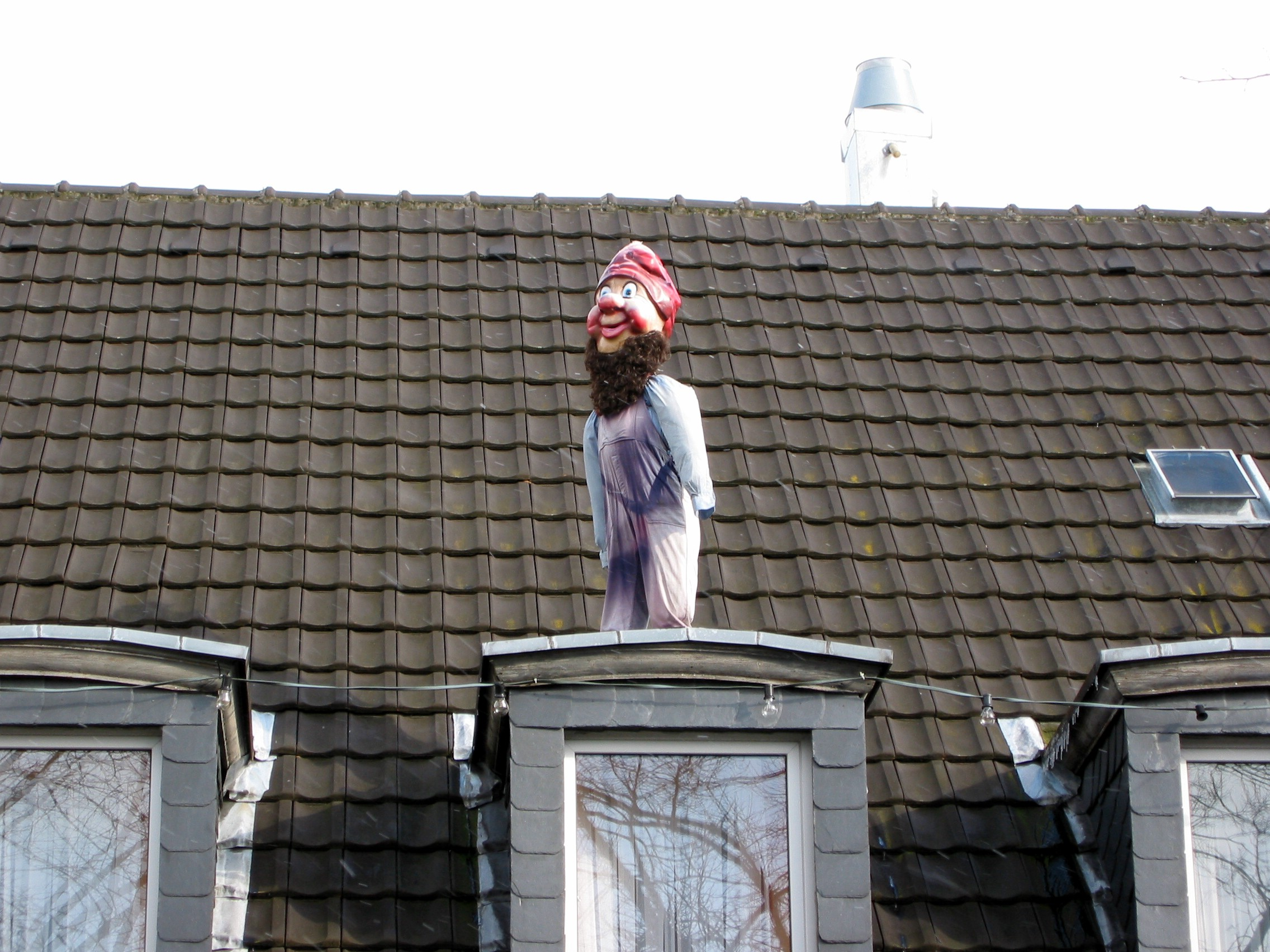
Kirmesfigur des Grinkenschmied am Wupperplatz

Als das letzte Heinzelmännchen von Köln gilt der Grinkenschmied. Der Name Grinken meint dabei den eisernen Reifen an den Holzrädern der Karren der Bauern. Die Geschichte des Grinkenschmieds wurde von dem Heimatdichter Franz Peter Kürten wiederentdeckt. Der 1950 gegründete Stammtisch Fröhliche Buben (später: Fröhliche Buben und Mädel 1950 e. V.), der die Kirmes am Wupperplatz initiierte und der Franz Peter Kürten freundschaftlich verbunden war, erkor den Grinkenschmied zu seiner Symbolfigur.
Nach der heute verbreiteten Darstellung lebte in einer Höhle an dr sibbe Bäum (Oderweg/Embergweg) ein zwar kleiner und hässlicher, aber gar starker und kunstfertiger Schmied, welcher auf Zuruf und mit den mitgebrachten Eisen- und Stahlresten die von den Leuten gewünschten Arbeiten über Nacht ausführte. Von seinem Wohnort hat er nach dem Auszug der Heinzelmännchen aus Köln die Möglichkeit, wenigstens von Ferne seine geliebte Heimatstadt zu sehen.
Jedes Jahr wird der Grinkenschmied zur Kirmeszeit symbolisch zum Leben erweckt und mit einem Festzug durch Höhenhaus zum Wupperplatz gebracht, wo dann auch die erwähnte Kirmes stattfindet. Nach der Kirmes verschwindet der Grinkenschmied wieder in seiner Höhle am Emberg (Emmerich).
1979 erhielt der Grinkenschmied sogar ein Denkmal an der Westseite des Wupperplatzes, das zwei Bronzeplatten trägt: Eine Reliefdarstellung des Grinkenschmieds und eine Schrifttafel mit einer Kurzfassung der Geschichte. Eine weitere, kleine Schrifttafel erinnert an den ersten Spatenstich, die Grundsteinlegung und die Einweihung des Denkmals und an die daran Beteiligten.

## Geschichte der Überlieferung
Die Sage der Der Grinkenschmied in Rheinmülheim erschien 1870  in der Neuausgabe der Sammlung Die Vorzeit der Länder Cleve-Mark Jülich-Berg und Westphalen" von Montanus (Vinzenz Jakob von Zuccalmaglio), die von dessen Bruder Wilhelm von Waldbrühl (Anton Wilhelm von Zuccalmaglio) herausgegeben wurde:

„In dem Wäldchen bei Dünnwald, welches sich ehedem von Schönrade bis nach Buchheim zog, wohnte an einem Hügel, welcher Emmerich genannt wurde, in einer kleinen Erdhöhlung ein kleiner, aber wunderbar starker und kunstfertiger Schmied. Diejenigen, welche ihn sahen, behaupteten, daß er von Angesicht sehr häßlich gewesen, so daß man vor ihm erschrocken sei, und noch ist es sprichwörtlich, einen griesgrämigen Menschen mit diesem Menschen zu vergleichen. Sahen ihn auch nur wenige,so haben doch viele seinen Hammer durch den grünen Wald schallen hören und den Rauch seiner Esse bemerkt. Der Schmied hatte nämlich viel Arbeit, da keiner ihm an Kunstfertigkeit gleichkam. Die ganzen Leute hatten ihm nur Eisen und Stahl vor seine Höhle zu legen und ihm laut zuzurufen, welche Arbeit, welche Arbeit sie wünschten. Sie fanden dann am nächsten Morgen
die Arbeit an derselben Stelle liegen und hörten, ohne den Schmied zu sehen, die Bestimmung des mäßigen Preises dafür. Wo der Schmied später hingekommen ist, weiß keiner zu sagen.“

In dieser frühen Version war also weder von einer Verbindung zu den Kölner Heinzelmännchen noch von einer jährlichen Rückkehr die Rede.
Franz Peter Kürten verwies 1954 in seiner Sammlung von Sagen und Geschichten mit dem Titel Der weiße Mönch auf dem  Emberg, in der er eine Reihe von Sagen und Geschichten rund um den Emberg wiedergab, nur ganz kurz auf die Sage vom „Embergheinzel, dem Grinkenschmied“, die bei „Montanus, Bendel, Niessen u. a. zu lesen“ sei.
Kürtens Sohn Gerold veröffentlichte 1972 erstmals eine Sammlung von Geschichten über Wichtel, Zwerge und Heinzelmännchen aus dem Nachlass seines Vaters. Er war überzeugt, dass sein Vater in seiner Reihe Aus dem alten Dünnwald auch ein Heft über diese Wesen geplant habe, „sonst hätten sich in seinem Nachlaß“ nicht so viele „Sagen und Verzällcher“ darüber gefunden. Sein Vater „selbst hätte vielleicht noch einige Sagen gefunden, vielleicht auch erfunden“. Ein Teil der Geschichten handelt vom Grinkenschmied, doch wird auch hier weder ein Bezug zu den Heinzelmännchen noch zur Kirmes hergestellt. Gerold Kürten verweist in seinem Vorwort aber auf die Bemühungen des Stammtisches „Fröhliche Buben“, die den vergessenen, durch Franz Peter Kürten wieder „ausgegrabenen“ Grinkenschmied „zu neuem Leben erweckt“ hätten und gibt der Hoffnung Ausdruck „daß er noch lange bei uns bleibt un en jedem Johr uns Kirmes om Ämerich metfiert“.
Kürten stellte auch eine Verbindung zu den Grinkenschmied-Sagen in Westfalen her, indem er erzählt, in den Baumbergen hause und hantiere ein anderer Grinkenschmied.

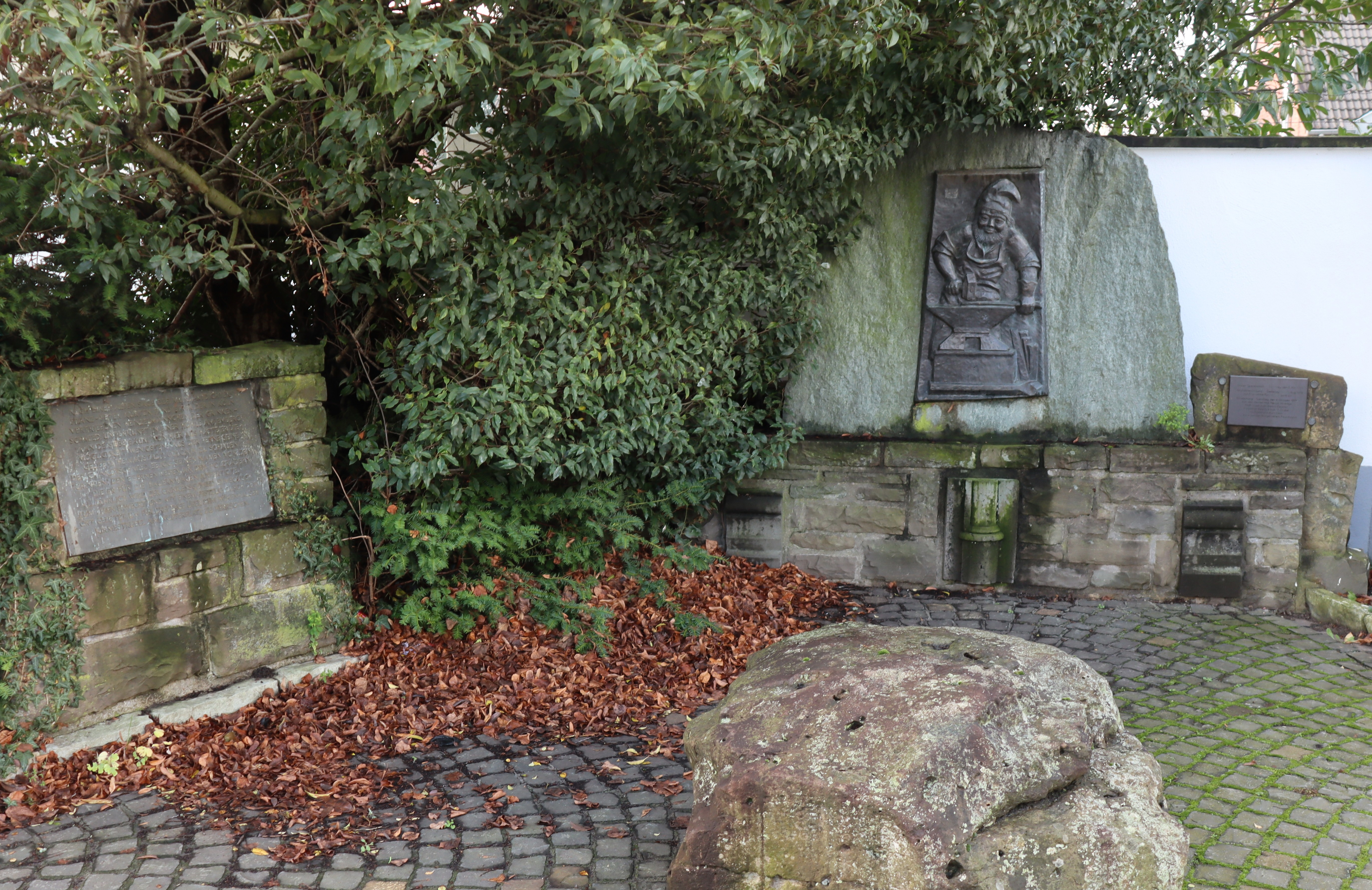
Das Grinkenschmied-Denkmal am Wuppertplatz
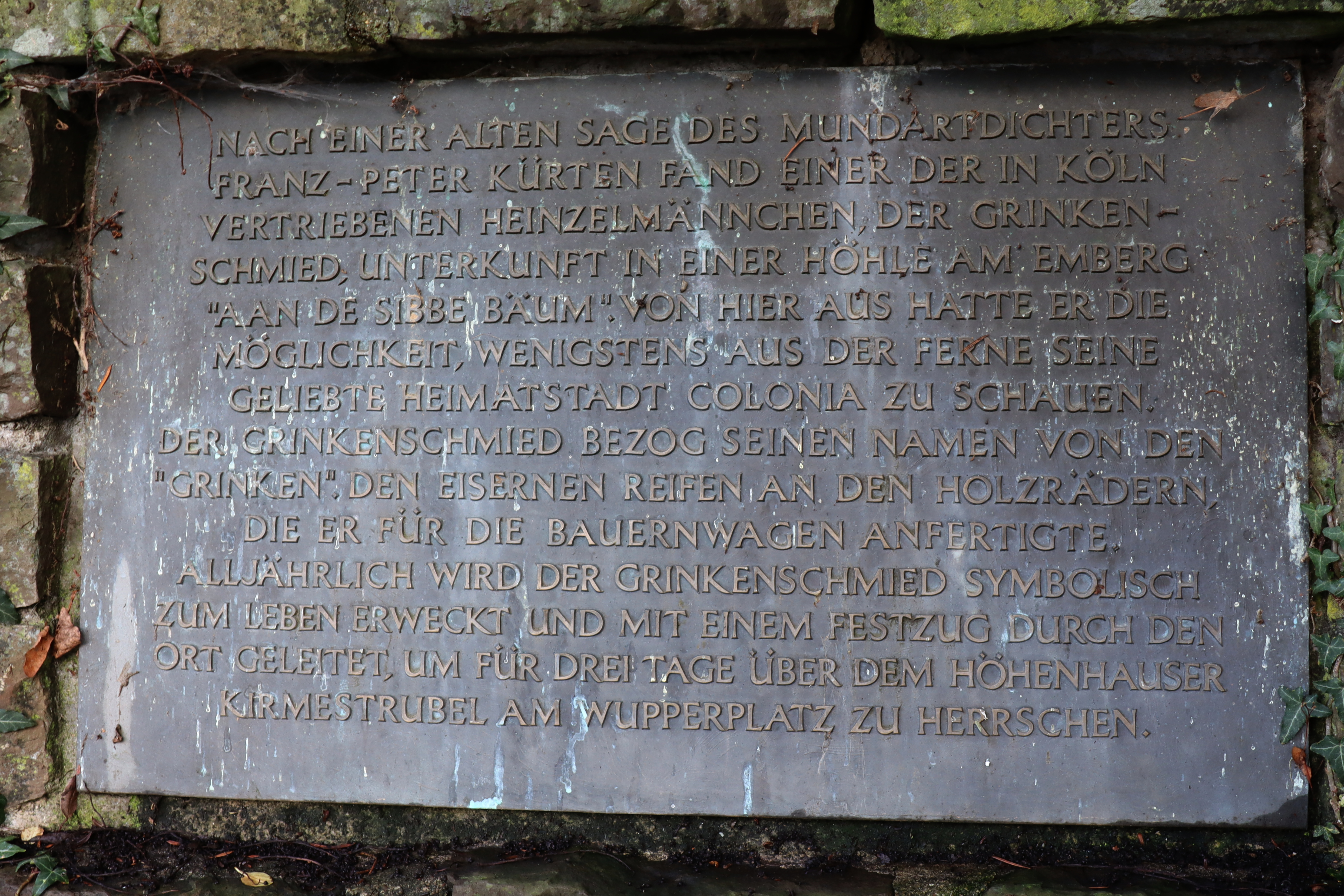
Texttafel am Grinkenschmied-Denkmal
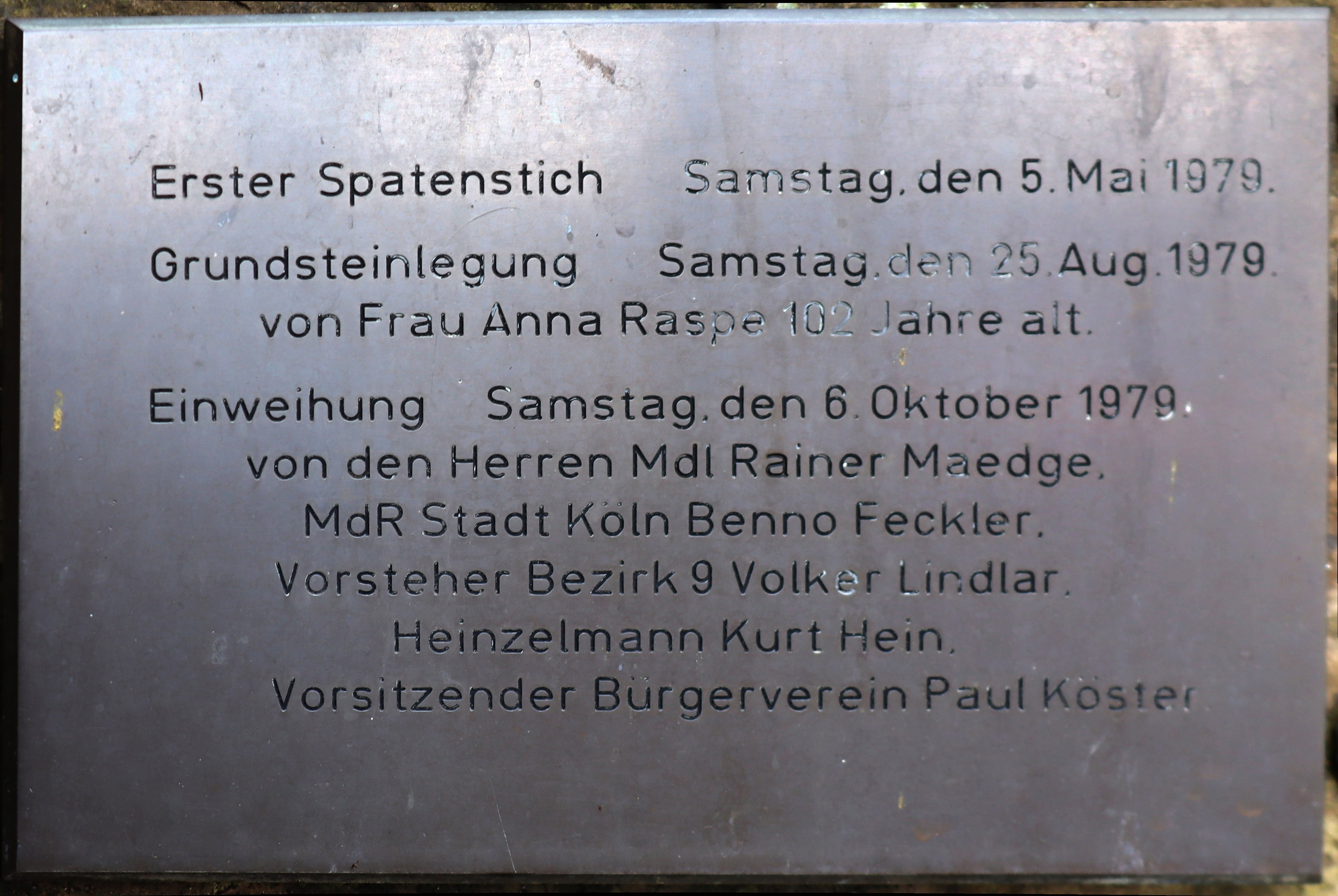
Texttafel zur Einweihung des Grinkenschmied-Denkmals